# 137年
| 千纪： | 1千纪                                                                                           |
| 世纪： | 1世纪 \| 2世纪 \| 3世纪                                                                         |
| 年代： | 100年代 \| 110年代 \| 120年代 \| 130年代 \| 140年代 \| 150年代 \| 160年代                       |
| 年份： | 132年 \| 133年 \| 134年 \| 135年 \| 136年 \| 137年 \| 138年 \| 139年 \| 140年 \| 141年 \| 142年 |
| 纪年： | 丁丑年（牛年）；东汉永和二年                                                                    |

## 大事记
- 日南蠻攻郡府，交趾刺史樊演派九真、交趾兵營救。
- 占族人區連造反，殺死漢朝日南郡象林縣令，佔據了原日南郡的大部分地區，以婆羅門教為國教，建立占婆國，國號林邑，和中國以順化為界。東漢交趾刺史樊演徵交趾郡、九真郡的士兵一萬餘人前往征討。漢軍害怕遠征，發生嘩變，因此樊演兵敗。消息傳至雒陽，漢順帝欲發荊、揚、兗、豫四州共四萬人兵力前往鎮壓，被大臣李固勸止。

## 各国领袖

### 非洲
- 库施
  - 国王：Adeqetali（134年－140年）

### 亚洲
- 中国
  - 东汉：
    - 皇帝：汉顺帝（125年－144年）
- 朝鲜
  - 百济：
    - 国王：盖娄王（128年－166年）

  - 高句丽：
    - 国王：太祖王（53年－146年）

  - 新罗：
    - 国王：逸圣尼师今（134年－154年）

### 欧洲
- 高加索伊比里亚
  - 国王：法斯曼二世（116年－142年）
- 罗马帝国
  - 皇帝：哈德良（117年－138年）

### 中东
- 奥斯若恩
  - 国王：Ma'nu VII bar Ezad（123年－139年）
- 安息
  - 国王（政权对立）：
    - 沃洛吉斯三世（105年－147年）
    - 米特拉达梯四世（129年－140年）

## 出生
- 范滂
- 2月2日，尤利安努斯
- 王允
- 士燮